# Maoming
Maoming is een stad en prefectuur in het zuidwesten van de Chinese provincie Guangdong. Tijdens de volkstelling van 2020 had de prefectuur 6.174.050 inwoners. De stad zelf telde 1.307.802 inwoners.  Qua aantal de 11e stad van de provincie Guangdong. Veel mensen in dit gebied spreken een dialect van het Minnanyu.

## Geografie
Maoming is ingedeeld in 2 districten, 3 steden op arrondissementniveau en 1 arrondissement.
- Maonan district (茂南区)
- Maogang district (茂港区)
- Gaozhou stad op arrondissementniveau (高州市)
- Xinyi stad op arrondissementniveau (信宜市)
- Huazhou stad op arrondissementniveau (化州市)
- Dianbai arrondissement (电白县)